# Empoasca caverna
Empoasca caverna är en insektsart som beskrevs av Davidson och Delong 1938. Empoasca caverna ingår i släktet Empoasca och familjen dvärgstritar. Inga underarter finns listade i Catalogue of Life.